# Sterculia subracemosa
Sterculia subracemosa är en malvaväxtart som beskrevs av Woon Young Chun och H.H. Hsue. Sterculia subracemosa ingår i släktet Sterculia och familjen malvaväxter. Inga underarter finns listade i Catalogue of Life.